# Сан Белино
Сан Белино (итал. San Bellino) је насеље у Италији у округу Ровиго, региону Венето.
Према процени из 2011. у насељу је живело 722 становника. Насеље се налази на надморској висини од 7 м.

## Становништво
Према резултатима пописа становништва 2011. у општини је живело 1.156 становника.
| 1931. | 1936. | 1951. | 1961. | 1971. | 1981. | 1991. | 2001. | 2011. |
| ----- | ----- | ----- | ----- | ----- | ----- | ----- | ----- | ----- |
| 2.102 | 2.278 | 2.348 | 1.722 | 1.423 | 1.319 | 1.243 | 1.197 | 1.156 |